# Valentia
Otok Valentia (irsko Dairbhre, pomeni 'hrastov gozd') je ena od najzahodnejših točk Irske. Leži ob polotoku Iveragh na jugozahodu grofije Kerry. S kopnim ga povezuje spominski most Maurica O'Neilla v Portmageeju. Povezava s trajektom je od Reenard Pointa v glavno naselje otoka, Knightstown, med aprilom in oktobrom. Druga manjša vasica z imenom Chapeltown je približno sredi otoka, 3 km od mostu. Na otoku živi 665 prebivalcev (po popisu statističnega urada leta 2011). Dolg je približno 11 km in širok skoraj 3 km.

## Ime
Angleško ime Valentia Island ne izvira iz imena španskega mesta Valencia, temveč iz naselja na otoku, imenovanega An Bhaile Inse ali Beal Inse ('otok ustja' ali 'otok v ustju zaliva').

## Zgodovina
Valentia je bila vzhodna končna postaja prvega komercialnega čezatlantskega telegrafskega kabla. Prvi poskus položitve kabla prek Ballycarbery Stranda do kopnega vzhodno od otoka Valentia leta 1857  se je končal z razočaranjem. Po kasnejših neuspehih v Knightstownu leta 1858 in zalivu Foilhommerum leta 1865 so obsežen projekt končno uresničili s komercialno izvedljivimi čezatlantskimi telegrafskimi sporočil iz zaliva Foilhommerum do Heart's Contenta v Novi Fundlandiji leta 1866. Čezatlantski telegrafski kabli so delali z otoka Valentia sto let, nato pa je podjetje Western Union International leta 1966 ukinilo kabelske povezave.
Pri starejšem čezatlantskem telegrafu je imela ameriška zemljepisna dolžina napako 850 m glede na evropsko dolžino. Zaradi pomembnosti natančnih zemljepisnih dolžin za varno plovbo je U.S. Coast Survey leta 1866 organizirala odpravo, ki je natančno povezala dolžine v Združenih državah Amerike s Kraljevim observatorijem v Greenwichu. Benjamin Gould in njegov partner A. T. Mosman sta 2. oktobra 1866 dosegla Valentio. Poleg kabelske postaje Foilhommerum sta zgradila začasno opazovalno mesto za zemljepisno dolžino, ki je podpirala njeno sinhronizirano opazovanje s kraja Heart's Content v Novi Fundlandiji. Po številnih deževnih in oblačnih dneh so 24. oktobra 1866 med Foilhommerum in Heart's Contentom izmenjali prve čezatlantske signale o dolžini.
Leta 1993 je študent geologije dodiplomskega študija odkril fosilizirane tetrapodove sledi, odtise, ki so se ohranili v devonskih kamninah na severni obali otoka v kraju Dohilla (51°55′51″N 10°20′38″W / 51.930868°N 10.343849°W). Pred približno 385 milijoni let je primitivni vretenčar hodil blizu rečne meje v subekvatorskem porečju, ki je zdaj jugozahodna Irska, in zapustil odtis v vlažnem pesku. Odtisi so se ohranili v mulju in pesku, ki so ga prekrivali, in se spremenili v skalo v geološkem obdobju. Sledi na otoku Valentia so med najstarejšimi znaki vretenčarjev na kopnem.

## Zanimivosti
Kombinacija posebnosti in zgodovine dela otok privlačen ter lahko dostopen s priljubljene pohodniške poti Ring of Kerry.
- Gora Geokaun in Fogherjevi klifi: najvišja gora na otoku Valentia in morske pečine, visoke 180 m, na severni strani.
- Na severovzhodu otoka je sredi subtropskih vrtov Glanleam House. Vrtovi so zaščiteni pred vetrovi z Atlantika in nikoli izpostavljeni zmrzali, zato zagotavljajo najblažjo mikroklimo na Irskem. Sir Peter George Fitzgerald, 19. vitez Kerryja (1808−1880), je vrtove urejal od leta 1830 in jih zasadil z enkratno zbirko redkih in nežnih rastlin z južne poloble, ki jih na Irskem običajno gojijo pod steklom. Vrtovi so urejeni v naturalističnem slogu in zelo primerni za sprehode. Tu rastejo rastline iz Južne Amerike, Avstralije, Nove Zelandije (najvišje praproti v Evropi), Čila in Japonske. Vrtovi so odprti za javnost.
- Skrilavec iz kamnoloma, ki je bil ponovno odprt leta 1998, je bil uporabljen na stavbi britanskega parlamenta. [7]
- Na otoku je tudi center, v katerem je predstavljena zgodba o geologiji, človeku, naravni in industrijski zgodovini otoka z razstavnimi predmeti kabelske postaje, morske radijske postaje in postaje obalne straže Valentia.
- Telegrafsko polje (ali zemljepisno polje) je kraj prve trajne komunikacijske povezave med Evropo in Severno Ameriko. Čezatlantski telegrafski kabli so na otoku delovali od leta 1866.

- Dolmen, zahodno pobočje gore Geokaun
- Balleyhearney House, Balleyhearney East. Bolnišnica 'Famine Era' meji na Knights' Wood.
- Redek zasnežen dan, glavna cesta na otoku Valentia, ki gleda proti Knightstownu, pristanišče in Cahirciveen
- Del razgleda z vrha gore Geokaun ("yo-kawn"). Pristanišče in Cahirciveen sta v ozadju.
- Del razgleda z vrha gore Geokaun ("yo-kawn"). Pristanišče in Letter sta v ozadju.
- Pogled s Culloo Rocka. Polotok Dingle in zaliv ter severni del otoka (tudi klifi Fogher) v ozadju.
- Bray Head, pogled na zahod s Skelliškima otokoma v daljavi
- Pogled na kanal Portmagee jugovzhodno od Bray Heada

## Podnebje
Vremenska postaja otoka Valentia stoji na 51 ° 56 '23 "N, 10 ° 14'40" Z in je 25 metrov nad srednjo gladino morja. To je ena od 22 obalnih vremenskih postaj, katerih poročila se oddajajo kot del BBC Shipping Forecast. Observatorij Valentia je del irske meteorološke službe Met Éireann. Ustanovljen je bil avgusta 1868. Otok Valentia je v povprečju najbolj vlažna vremenska postaja na Irskem. Mesečna povprečja osončenosti in padavin temeljijo na podatkih za leto 2010, ki so blizu povprečja, razen julija, ko je bilo le 40 % običajnih ur sonca in 219 % običajnih padavin. Otok Valentia ima tudi postajo za oddajanje sporočil sistema Navtex. Kljub temu da je na isti širini kot St. Anthony na Novi Fundlandiji na nasprotni strani Atlantskega oceana, ima zaradi zmernega učinka prevladujočih zahodnih ali jugozahodnih vetrov in učinka segrevanja Zalivskega toka veliko blažje zime. Sneg in zmrzal sta redka, zato lahko na otoku rastejo številne subtropske vrste rastlin.